# Iglesia Protestante de la Confesión de Augsburgo en Austria

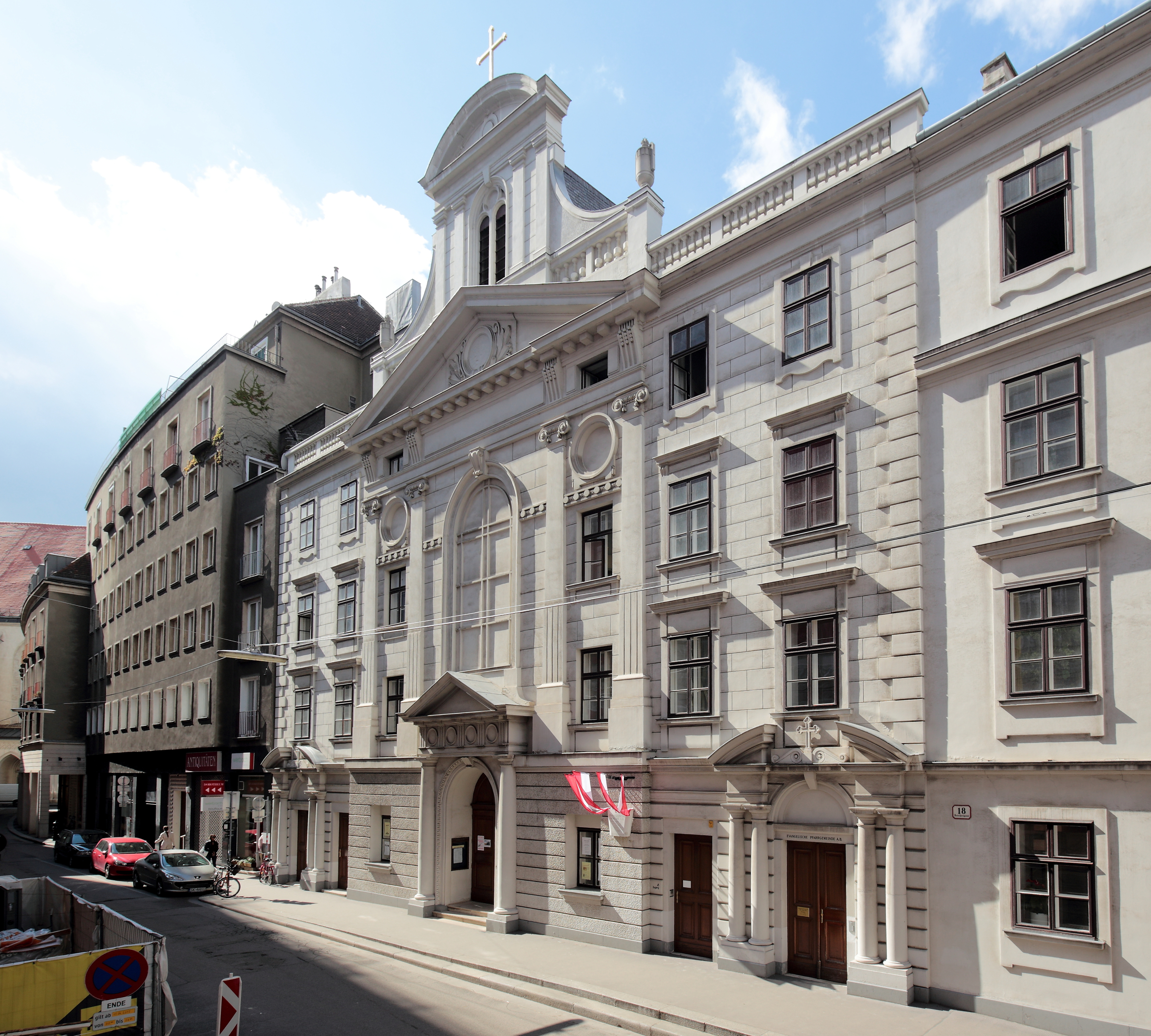
Iglesia Luterana de la Ciudad de Viena

La Iglesia Protestante de la Confesión de Augsburgo en Austria (alemán: Evangelische Kirche Augsburgischen Bekenntnisses in Österreich) es una confesión cristiana del luteranismo en Austria. Desde 1947, forma parte de la Federación Luterana Mundial (FLM). Asimismo, es miembro del Consejo Mundial de Iglesias, la Conferencia de Iglesias Europeas, la Comunidad de Iglesias Protestantes de Europa, así como también de la Conferencia de Iglesias del Rin. El uso de la denominación de Confesión de Augsburgo, promulgada en 1530, es un documento clave en el contexto del luteranismo y se utiliza para distinguirse de la Iglesia Evangélica de Confesión Helvética, que también tiene representación en Austria. La constitución y la denominación de esta iglesia se originan en la Patente de Tolerancia emitida en 1781.
El censo austriaco de 2022 registró a 252 233 miembros de esta iglesia en el país, lo que representa aproximadamente el 3% de la población nacional, posicionándola como la mayoritaria del protestantismo del país y la cuarta religión en Austria con mayor número de adeptos, luego de la Iglesia católica, el islam en su conjunto y las iglesias ortodoxas en su conjunto. Sin embargo, desde una perspectiva cuantitativa, se considera que es una religión minoritaria en Austria.

## Historia

### SiglosXVIyXVII
Los escritos de Martín Lutero fueron reimpresos en la parte austríaca del Sacro Imperio Romano Germánico ya en la década de 1520, especialmente en Viena y Breslavia. En 1524 fue ejecutado Caspar Tauber, el primer mártir protestante en Austria. La Paz de Augsburgo de 1555 concedía en principio la libertad religiosa, pero en la práctica sólo allí donde el soberano había introducido la Reforma protestante. A pesar de varias peticiones de la aristocracia noble austriaca y de las ciudades principescas, la Contrarreforma se intensificó en las tierras hereditarias.
A partir de 1600 se llevaron a cabo sistemáticamente quemas de libros de contenido referido a la Reforma; Los escritos luteranos tuvieron que ser introducidos clandestinamente desde otras partes del imperio. Los habitantes protestantes se vieron obligados a asistir a los servicios católicos mediante multas, lo que desencadenó varias oleadas de emigración. Después de la Guerra de los Campesinos de la Alta Austria de 1626, la iglesia oficial basada en los estados prácticamente dejó de existir. La doctrina protestante fue relegada a la clandestinidad; Era la época del criptoprotestantismo, de los exiliados de Salzburgo, de los Landler de Transilvania y de los transmigrantes. La Iglesia católica en Austria gozaba de grandes privilegios por sobre cualquier otra religión en los actuales territorios austriacos.

### SiglosXVIIIyXIX
Sólo mediante el Edicto de Tolerancia emitido por José II se creó en octubre de 1781 la posibilidad de que los evangélicos de las confesiones de Augsburgo y Helvética formaran sus propias congregaciones. El límite inferior era de 500 almas o de cien familias. A las "casas de oración", quienes tenían prohibido denominarse públicamente como iglesias, además no se les permitía tener torres ni campanarios. Entre 1781 y 1785 se fundaron en Austria 48 comunidades de tolerancia. Los primeros municipios fueron Ramsau am Dachstein, Bad Goisern, Gosau, Wels y Viena. A finales de 1785, más de 107 000 personas ya se habían “registrado” como protestantes en lo que entonces era Cisleitania.
En el siglo XIX, la Iglesia protestante en Austria pudo construir escuelas, iglesias y hospitales. A partir de 1848, las parroquias protestantes tuvieron derecho a llevar registros propios. El emperador Francisco José expidió la Patente Protestante el 8 de abril de 1861. Mediante esta ley se concedió por primera vez a la Iglesia Protestante una relativa igualdad jurídica. La estructura de la iglesia se definió en cuatro etapas: parroquia, seniorato, superintendencia y congregación general.

### SigloXXyXXI
Tras el colapso de la monarquía en 1918, cuando se puso fin al Imperio austrohúngaro, la “vieja” Iglesia protestante en Austria tuvo que ser dividida entre los estados sucesores. Por esta razón, varias iglesias todavía utilizan el nombre de Iglesia Evangélica C.A. De 1939 a 1945, debido al colapso de la Austria independiente, las parroquias luteranas fueron obligadas a ingresar y ser parte integral de la Iglesia Evangélica Alemana.
El Sínodo General de 1949 aprobó una nueva constitución eclesiástica. Después de la Segunda Guerra Mundial, 80 000 refugiados fueron integrados en la Iglesia austriaca. En 1961, por primera vez, la Iglesia obtuvo plena libertad jurídica en la llamada Ley Protestante (Ley Federal sobre Relaciones Jurídicas Externas de la Iglesia Protestante). La ley tiene carácter constitucional parcial. Posteriormente, se llevaron a cabo diversas modificaciones y reformas al interior de la iglesia. La ordenación de mujeres se introdujo en la Iglesia Evangélica C.A. tras la Segunda Guerra Mundial. Asimismo, la bendición de parejas del mismo sexo es un servicio religioso permitido en la Iglesia Protestante de la Confesión de Augsburgo desde la aprobación en su sínodo de 2019, siendo además el matrimonio igualitario legal en el país ese mismo año.  